# 利特爾頓 (新罕布什爾州)
利特爾頓（英語：Littleton）是一個位於美國新罕布什爾州格拉夫頓縣的鎮。

## 人口
根據2020年美國人口普查的數據，利特爾頓的面積為139.90平方千米，當中陸地面積為129.40平方千米，而水域面積為10.50平方千米。當地共有人口6005人，而人口密度為每平方千米43人。